# Grimsburg
Grimsburg est une série d'animation américaine créée par Catlan McClelland et Matthew Schlissel, diffusée sur le bloc de programmation Animation Domination depuis le 7 janvier 2024 sur le réseau Fox.
La série est diffusée pour la première fois dans les pays francophones le 9 février 2025, sur la chaîne Warner TV Next.

## Synopsis
La série se déroule dans une ville fictive nommée Grimsburg, où le détective Marvin Flute est peut-être le plus grand détective, mais n'arrive pas à comprendre sa propre famille.

## Distribution
- Jon Hamm : Marvin Flute
- Rachel Dratch : Stan Flute, le fils de Marvin
- Erinn Hayes : Harmony Flute, l'ex-femme de Marvin qui a été élevée par des ours.
- Kevin Michael Richardson ː Détective Greg Summers
- Alan Tudyk ː Dr Rufis Pentos et M. Flesh

### Récurrents
- Greg Chun (en) ː Lt. John Kang

### Invités
- Jaime Camil ː Mayor Dilquez

## Fiche Technique
- Titre original ː Grimsburg
- Création ː Catlan McClelland et Matthew Schlissel
- Musique ː
- Production ː Catlan McClelland, Matthew Schlissel, Chadd Gindin, Jon Hamm, Gail Berman, Hend Baghdady et Connie Tavel
- Sociétés de production : Gizmotech Industries, The Jackal Group, Fox Entertainment Studios, Bento Box Entertainment
- Pays :  États-Unis
- Langue : anglais
- Duréeː 22 minutes

## Production
En octobre 2021, la Fox a commandé la série d'animation. En octobre 2022, la Fox a renouvelé la série pour une deuxième saison, dont la première aura lieu le 7 janvier 2024. En mai 2025, la série a été renouvelée pour une troisième saison.

## Épisodes

### Première saison (2024)
1. Pilote (Pilot)
2. Le monde de Flute (Flute Show)
3. Mac Flair, le Clebs'tective (McSnuff the Mystery Mutt)
4. Flut-itif (The Flute-itive)
5. Mariage sous haute tension (Say Yes to the Death)
6. Le meurtre du manoir express (Murder on the Splurt Express)
7. Massacre estival (Camp Slasher)
8. Mustang (Manchine)
9. Les Fun'gueurs (The Funaways)
10. Le gros souci avec P'tite Betsy (The Big Trouble with Lil' Betsy)
11. Grimsburg a un incroyable talent (And the Winner Is... Murder!)
12. Pour l'éternité (Younger Games)
13. Le vol de la danoise / Danoise Drama (The Danish Dilemma)

### Deuxième saison (2025)
1. (Titre français inconnu) Haunted Housewife
2. (Titre français inconnu) Mo11y
3. (Titre français inconnu) Training Wheels Day
4. (Titre français inconnu) Granddaddy Issues
5. (Titre français inconnu) Daddy Daddy Bang Bang
6. (Titre français inconnu) CrimeCon
7. (Titre français inconnu) Crystal Ball
8. (Titre français inconnu) Blue Light Distinct
9. (Titre français inconnu) The Undies
10. (Titre français inconnu) Loosey Goosey
11. (Titre français inconnu) Evidence Locker
12. (Titre français inconnu) How to Lose an Ankle
13. (Titre français inconnu) Across the Flutiverse

## Accueil
Le site web Rotten Tomatoes a rapporté un taux d'approbation de 67 % basé sur 6 critiques. Metacritic, qui utilise une moyenne pondérée, a attribué un score de 58 sur 100 basé sur 6 critiques, indiquant des "critiques mitigées ou moyennes".